# Notus isolatus
Notus isolatus är en insektsart som beskrevs av Hamilton 1998. Notus isolatus ingår i släktet Notus och familjen dvärgstritar. Inga underarter finns listade i Catalogue of Life.